# Medard W. Welch Award
Der Medard W. Welch Award ist ein Physikpreis der American Vacuum Society (AVS) und wird seit 1970 vergeben.
Er wurde nach dem Gründer der AVS, M.W. Welch, benannt und geht an Personen, die seit 10 Jahren außergewöhnliche Leistungen im Bereich der theoretischen oder experimentellen Forschung erreicht haben. 

## Preisträger
- 1970: Erwin W. Mueller
- 1971: Gottfried K. Wehner
- 1972: Kenneth C. D. Hickman
- 1973: Lawrence A. Harris
- 1974: Homer D. Hagstrum
- 1975: Paul A. Redhead
- 1976: Leslie Holland
- 1977: Charles B. Duke
- 1978: Georg H. Hass
- 1979: Gert Ehrlich
- 1981: Harrison E. Farnsworth
- 1983: H. H. Wieder
- 1984: William E. Spicer
- 1985: Theodore E. Madey
- 1986: Harald Ibach
- 1987: Mark J. Cardillo
- 1988: Peter Sigmund
- 1989: Robert Gomer
- 1990: Jerry M. Woodall
- 1991: Max G. Lagally
- 1992: Ernst G. Bauer
- 1993: George Comsa
- 1994: John T. Yates, Jr.
- 1995: Gerhard Ertl
- 1996: Peter J. Feibelman
- 1997: Phaedon Avouris
- 1998: David E. Aspnes
- 1999: John H. Weaver
- 2000: D. Phillip Woodruff
- 2001: E. Ward Plummer
- 2002: Buddy D. Ratner
- 2003: Matthias Scheffler
- 2004: Rudolf M. Tromp
- 2005: Charles S. Fadley
- 2006: John C. Hemminger
- 2007: Jerry Tersoff
- 2008: Miquel Salmeron
- 2009: Robert J. Hamers
- 2010: Mark J. Kushner
- 2011: Wilson Ho
- 2012: Yves Chabal
- 2013: Chris G. Van De Walle
- 2014: Patricia A. Thiel
- 2015: Charles T. Campbell
- 2016: Maki Kawai
- 2017: Hans-Peter Steinrück
- 2018: David Castner
- 2019: Scott A. Chambers
- 2020: Mark Hersam
- 2021: Tony F. Heinz
- 2022: Susan B. Sinnott
- 2023: Sergei Kalinin
- 2024: Francisco Zaera
- 2025: Ian S. Gilmore